# Parentalité LGBT

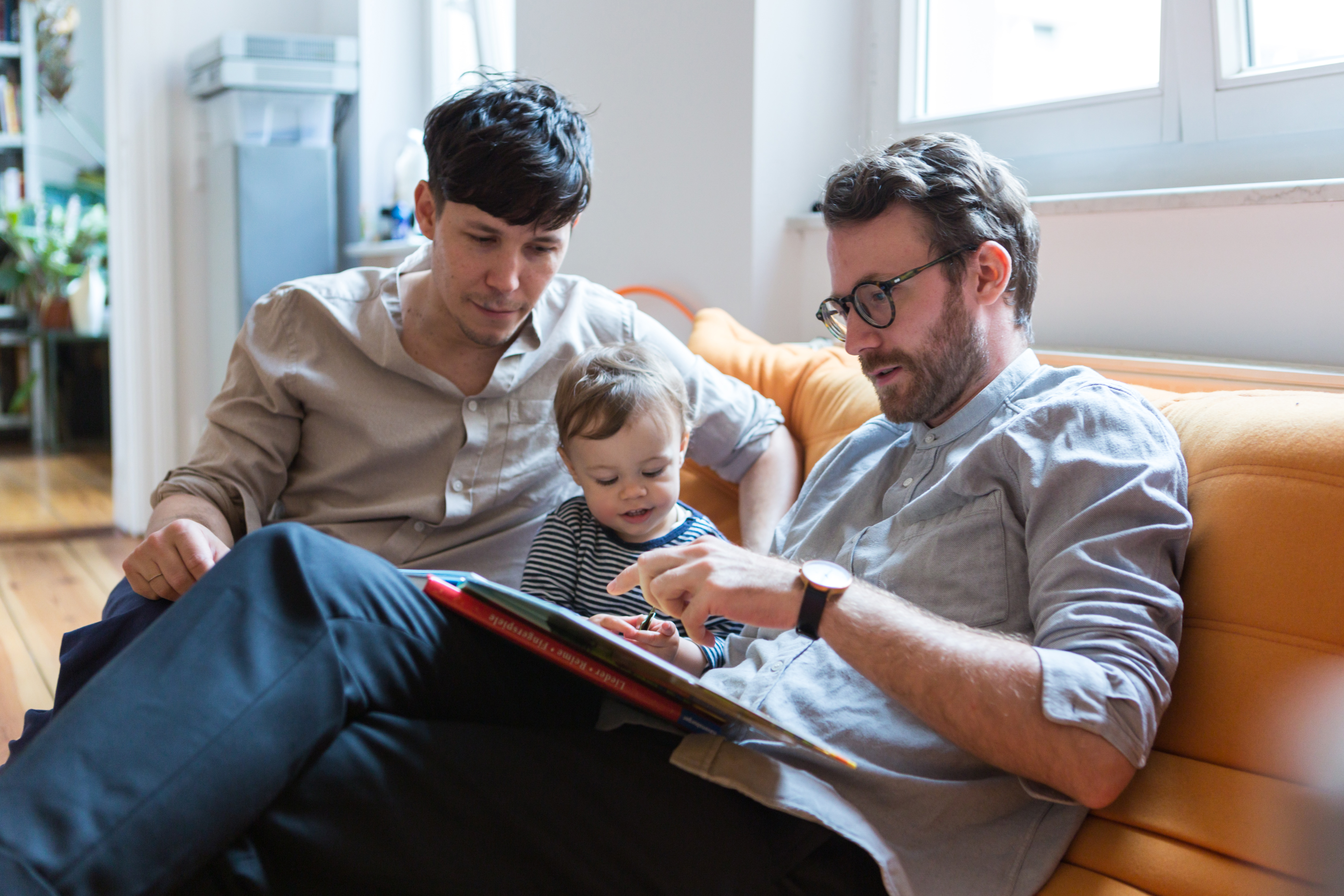
Famille LGBT homoparentale

La parentalité LGBT correspond aux différentes modalités pour les personnes lesbiennes, gays, bisexuelles et trans (LGBT) de faire famille. Elle comprend en particulier l'homoparentalité et la transparentalité.
Les modalités de naissance des enfants sont très diverses : procréation au sein du couple avec ou sans intervention médicale, pluriparentalité et notamment coparentalité entre deux couples, enfants d'unions précédentes, gestation pour autrui et adoption, avec un contexte légal et social très divers en fonction des pays.

## Modalités

### Configurations
La parentalité LGBT recouvre la transparentalité, où l'un des parents est trans, l'homoparentalité, où les deux parents sont de même sexe, et les pluriparentalités et monoparentalités de personnes LGBT.

#### Transparentalité
La transparentalité est un type familial dans lequel au moins un des parents est trans. La parentalité concerne une très grande partie de la population trans, qui devient généralement parente avant d'entamer sa transition. Pour les personnes trans qui deviennent parent post-transition, les modalités concrètes (adoption, conception par relation sexuelle, par autoconservation ou don de gamètes, gestation pour autrui) du devenir parent dépendent non seulement des possibilités biologiques des couples, mais aussi de la légalité ou non des techniques d'aide à la procréation du pays considéré.
La transphobie et l'homophobie sont des obstacles à l'accès à la parentalité des personnes trans, que ce soit par l'existence de lois ou pratiques discriminantes, comme l'obligation d'effectuer des chirurgies stérilisantes pour pouvoir effectuer un changement d'état civil, mais aussi en altérant la confiance en soi et les conditions matérielles d'existence.

#### Homoparentalité
L'homoparentalité définit une structure familiale dans laquelle un couple de même sexe élève un ou des enfants, ou bien l'ensemble des situations dans lesquelles l'enfant a au moins l'un de ses deux parents qui se définit comme gay ou lesbienne.
Les enfants peuvent  être nés au sein d'unions antérieures du couple, être issus d'une forme de coparentalité entre un couple lesbien et un couple gay, être conçus par don de sperme artisanal ou procréation médicalement assisté pour les couples lesbiens, avoir été conçu par gestation pour autrui pour les couples gays ou avoir été adoptés. L'accès légal à ces techniques varient grandement en fonction des pays.
Les familles homoparentales font l'objet de polémiques pouvant être vives, en particulier sur l'effet que ce mode parental peut avoir sur le développement des enfants.

#### Pluriparentalité
Les pluriparentalités sont les parentalités partagées entre plus de deux adultes.

### Conception

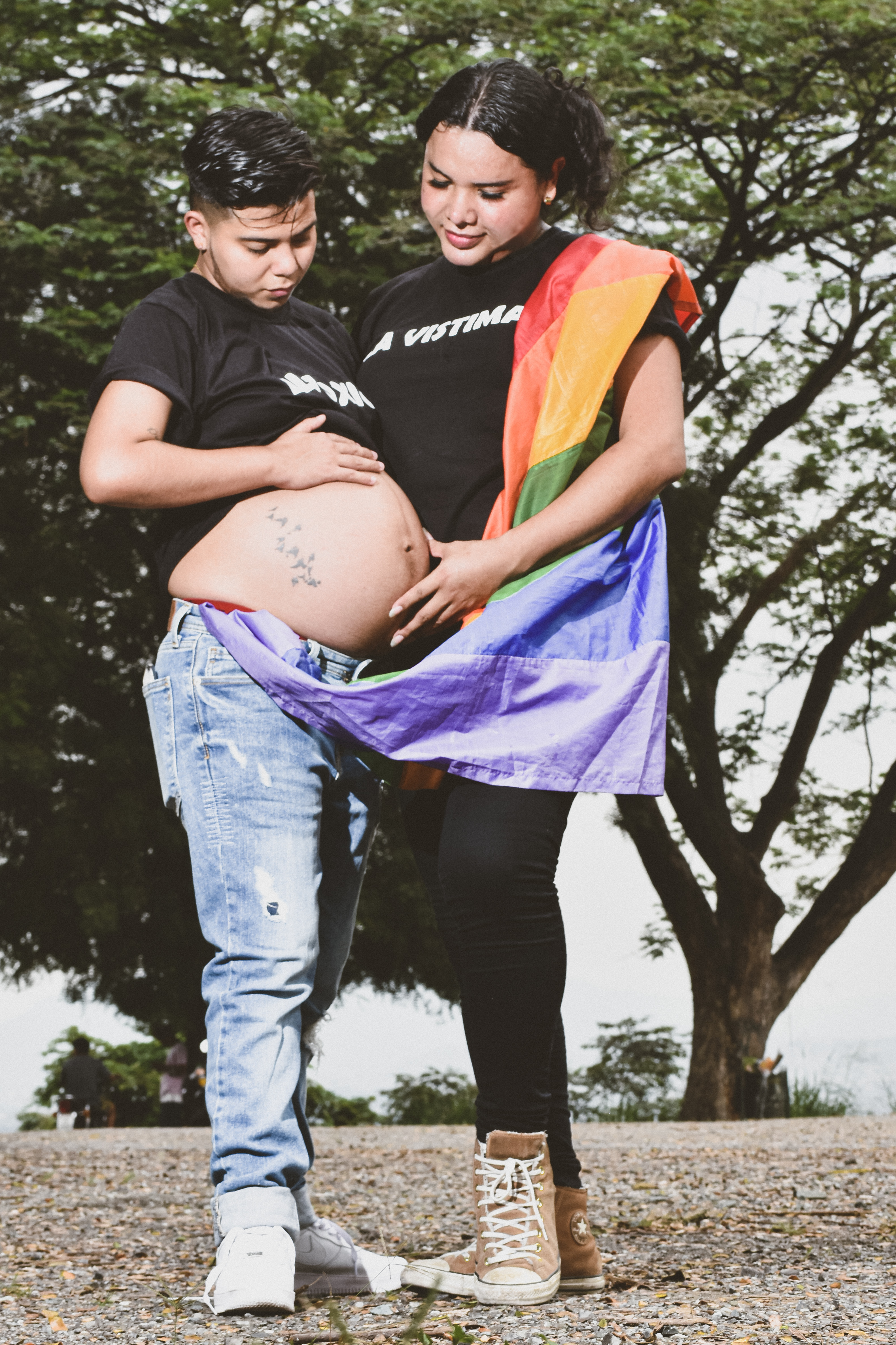
Zack Elías, enceint à côté de sa compagne Diane Rodríguez

Les modalités de conception de familles LGBT sont extrêmement diverses. Elles dépendent à la fois de conditions médicales, financières et légales, mais aussi de réflexions complexes sur le sens de « faire famille » et la place accordée à chaque personne impliquée dans la conception dans la vie des enfants, en particulier en cas de gestation pour autrui ou de don de sperme.  
Dans les cas où la parentalité choisie ne bénéficie pas de reconnaissance institutionnelle, les familles LGBT se retrouvent dans un état de vulnérabilité. En particulier, la protection des rôles de chacun ne repose que sur un contrat moral entre les personnes impliquées, sans recours juridique. 

#### Procréation sans intervention médicale
La transition de genre d'un des deux parents d'une famille hétérosexuelle résulte en une famille à la fois homoparentale et transparentale. La naissance des enfants peut aussi avoir lieu après la transition, en l'absence de chirurgie de réattribution sexuelle, dans les cas d'un couple composé d'une femme cis et une femme trans, d'un homme trans et d'un homme cis, ou d'une femme et d'un homme trans.

#### Unions hétérosexuelles antérieures
Il arrive que l'un des parents légaux de l'enfant, ayant conçu un enfant lors d'une union hétérosexuelle antérieure, vive dans une nouvelle union LGBT, le ou la nouvelle partenaire ayant alors le statut de beau-parent si le couple bénéfice d'une reconnaissance légale. Ce statut  peut bénéficier selon les législations nationales de plus ou moins de dispositions visant à faciliter la vie courante,. La possibilité d'adoption de l'enfant du conjoint est offerte dans plusieurs législations nationales en l'absence d'un second parent légal vivant,.

#### Coparentalité
Il y a là de deux à quatre personnes autour du berceau de l'enfant : les parents biologiques, ainsi que leurs conjoint et conjointe respectives.
À la différence des beaux-parents qui arrivent dans un second temps, les partenaires sont des coparents, car ils sont prêts à s'engager vis-à-vis de l'enfant dès sa conception. Ils assurent le quotidien comme les parents naturels et se sentent des parents à part entière même s'ils n'en ont pas le statut légal.

#### Don de sperme
Une modalité possible pour les femmes en couple lesbien et les homme trans est le don de sperme. 

##### Artisanal
Celui si peut se faire de manière artisanal, à partir de sperme frais ou de paillette reçue à la maison,. Cette insémination étant souvent réalisée hors du cadre législatif du pays encadrant la procréation médicalement assistée et l'établissement de la filiation de l'enfant sont soumis aux règles générales du droit ayant cours dans le pays où la femme accouche,. Certains pays, comme la France, interdisent cette pratique. 

##### Médicalement assisté
Selon les pays, les centres de procréations médicalement assistées peuvent réaliser des inséminations artificielles. Des législations, telles que la France, peuvent explicitement exclure les hommes trans de ces techniques.
Les modalités de la procréation médicalement assistée varient : la réception d'ovocytes de la partenaire, où grossesse et don d'ovocyte sont réalisés chacun par une personne différente du couple, est ainsi effectuée en Espagne dès 2007 mais est interdite dans d'autres pays.
Le statut d'immigré rend souvent difficile l'accès à la procréation médicalement assistée.

#### Préservation des gamètes pré-transition
Les femmes trans peuvent faire congeler leur sperme avant leur transition, afin de l'utiliser pour avoir un enfant avec une femme cis, même si à nouveau des pays obligent ensuite femmes trans à avoir recours à un donneur de sperme extérieur au couple,.

#### Gestation pour autrui
La législation concernant la gestation pour autrui varie grandement d'un pays à l'autre : elle est totalement interdite en France, pour la totalité des couples (de même sexe ou de sexe différent) comme pour les célibataires. Elle peut concerner les seuls couples hétérosexuels, être autorisée dans certains des États d'un pays fédéral et interdite dans d'autres (comme aux États-Unis), encadrée par la loi (comme au Canada — hors Québec —, au Brésil ou en Inde), ou encore simplement autorisée comme en Afrique du Sud (sans indemnisation de la mère de substitution) ou en Russie (procréation pour autrui, y compris lucrative, du fait d'un vide juridique).

#### Adoption
L’adoption homoparentale est l’adoption d’un enfant par un couple homosexuel ou, à titre individuel, par une personne homosexuelle, pansexuelle ou bisexuelle. Son statut est lié au statut légal de l’homosexualité dans la juridiction considérée : interdite dans les pays où l’homosexualité est interdite ou réprimée, généralement autorisée dans les pays où le mariage entre personnes de même sexe est légal. Dans les pays où l'homoparentalité n'est pas reconnue, l'adoption par un seul des membres du couple (à titre individuel donc) est parfois possible.
En Belgique, le statut de cohabitant légal permet l'adoption sous certaines conditions.

## Transmission
Pour les parents LGBT, en particulier les parents LGBT migrants ou racisés, la question de la transmission culturelle est centrale. Cette réflexion vient notamment que de nombreux parents LGBT n'ont pas de lien génétique avec leurs enfants, impliquant une réflexion sur ce qui est, ou pas, transmis.
Le choix du nom de famille donné aux enfants est ainsi influencé par la volonté de les préserver du racisme et de la xénophobie. Des parents LGBT migrants choisissent de ne transmettre aussi qu'une partie de leur culture d'origine afin d'en enlever les aspects homophobes et transphobes.

## Visibilité
Les parents LGBT, du fait du caractère souvent inédit de leur configuration familiale au sein de leur entourage, se retouvent dans une position d'hypervisibilité dans laquelle ils se retrouvent à devoir justifier leurs choix intimes et à devoir faire du miliantisme même s'ils n'en avaient pas le désir à la base.